# Sedem rimskih gričev
Sedem rimskih gričev je poimenovanje za tiste griče v Rimu, ki so bili del antičnega Rima. Po legendi naj bi prvi rimski kralj Romul osnoval naselje na Palatinu. Na Kvirinalu in Eskvilinu so prebivali Sabinci. V cesarskem obdobju so bili poseljeni tudi ostali griči, z izjemo Aventina, ki je bil mestu priključen kasneje.
Močvirno ravnico pod Kapitolom so izsušili in jo spremenili v forum (Forum Romanum), na katerem se je odvijalo družabno življenje prebivalcev največjega mesta v Rimski republiki in cesarstvu. Kapitol s templji Jupitra, Junone in Minerve je postal središče rimskih verskih kultov in simbol rimske oblasti. 
|    | Slovensko ime | Latinsko ime                     | Italijansko ime |
| -- | ------------- | -------------------------------- | --------------- |
| 1. | Palatin       | Palatium oz. Mons Palatinus      | Palatino        |
| 2. | Aventin       | Aventinum oz. Collis Aventinus   | Aventino        |
| 3. | Kapitol       | Capitolium oz. Capitolinus Mons  | Campidoglio     |
| 4. | Celijo        | Caelius oz. Collis Caelius       | Celio           |
| 5. | Viminal       | Viminalis oz. Collis Viminalis   | Viminale        |
| 6. | Kvirinal      | Quirinalis oz. Collis Quirinalis | Quirinale       |
| 7. | Eskvilin      | Esquilinum oz. Mons Esquilinus   | Esquilino       |